# Mala Karatul, Pereiaslav-Hmelnițki
Mala Karatul (în ucraineană Мала Каратуль) este localitatea de reședință a comunei Mala Karatul din raionul Pereiaslav-Hmelnițki, regiunea Kiev, Ucraina.

## Demografie
Componența lingvistică a localității Mala Karatul
     Ucraineană (97,87%)
     Rusă (2,13%)
Conform recensământului din 2001, majoritatea populației localității Mala Karatul era vorbitoare de ucraineană (97,87%), existând în minoritate și vorbitori de rusă (2,13%).